# The Wave Pictures
The Wave Pictures es una banda de rock inglés formada por David Tattersall (voces y guitarra), Franic Rozycki (bajo) y Jonny Helm (batería). Su estilo se enmarca dentro del rock alternativo, en la escena lo-fi.

## Biografía
El origen de la banda se sitúa en 1998 en Wymeswold, lugar en el que vivían David Tattersall y Franic Rozycki. Sus primeros pasos en la música los realizaron bajo el nombre “Blind Summit” junto al baterista Hugh J. Noble que más tarde abandonaría la banda para continuar sus estudios en la universidad. Éste sería reemplazado de manera definitiva por el actual batería Jonny Helm. Más adelante cambiarían el nombre por “The Wave Pictures”.
Pronto entran en la escena musical de Londres, realizando conciertos en numerosos pubs y salas de la capital británica. Es en esta ciudad donde conocen a los que serán sus padrinos en la música: Herman Düne y Darren Hayman (ex-Hefner). La amistad con ambos se traducirá en amplias colaboraciones, influencias mutuas y giras compartidas. El éxito de las actuaciones les lleva a autoproducirse varios álbumes.
Poco a poco la banda comienza a ampliar su círculo de actuaciones, incluyendo salidas a festivales en París y Estados Unidos. Contratados por Moshi Moshi Records, lanzan dos discos, “Sophie” e “Instant Cofee Baby”, que consolidan su posición en el underground británico y les lanzan definitivamente al escenario europeo. En España han tocado en festivales como Tanned Tin, Muévete Weekend o Primavera Sound.
En 2010 editan su último disco hasta la fecha “Susan Rode the Cyclone ”. Con los tres últimos discos se percibe en The Wave Pictures un nuevo sonido más cuidado, limpio y adornado que en los primeros discos en los que primaba un sonido más “sucio”, amateur y despreocupado.

## Estilo
El estilo de The Wave Pictures se ha definido en ocasiones como lo-fi o rock independiente. Por encima de todo destaca la guitarra desenfadada de David y su voz peculiar. Las letras siguen la tradición irónica costumbrista inglesa de cantantes como Morrisey, Jarvis Cocker o Darren Hayman. 
Respecto a su música, se les ha comparado habitualmente con grupos como Herman Düne, Hefner, Darren Hayman, Jonathan Richman, The Modern Lovers o, incluso, con The Velvet Underground.
Una de las claves de The Wave Pictures es la gran calidad de sus directos. En ellos muestran sus tablas sobre el escenario labradas con esfuerzo durante los últimos 10 años. David Tattersall ejerce de maestro de ceremonias en conciertos que unen humor, improvisación y cercanía con el público.
De la colaboración y amistad con Herman Düne y Darren Hayman han surgido giras conjuntas y discos en colaboración (como por ejemplo, Catching Light: The Songs of André Herman Düne). Incluso, fueron la banda de acompañamiento de Darren Hayman en una de sus múltiples y variables formaciones de “Secondary Lovers”.

## Discografía
Aunque recientes, The Wave Pictures han destacado por una actividad frenética en los estudios de grabación. La relación de discos que se detalla es sólo una muestra de lo más representativo puesto que son incontables los bootlegs, rarezas y otro tipo de grabaciones que existen de The Wave Pictures

### Álbumes
- Just Watch Your Friends Don't Get You
- More Street, Less TV
- The airplanes at Brescia (2004)
- The hawaiian open mic night (2005)
- Catching light: The songs of André Herman Düne (2006)
- Sophie (2006)
- Instant coffee baby (2008)
- If you leave it alone (2009)
- Susan rode the cyclone (2010)
- Beer in the breakers (2011)
- Long black cars (2012)
- City forgiveness (2013)
- Great big flamingo burning moon(2015)
- A season in Hull (2016)
- Bamboo diner in the rain (2016)
- Brushes with happiness (2018)
- Look inside your heart (2018)
- When The Blue Emperor Spreads His Wings (2022)

### Singles
- "We dress up like snowmen"/"Now you are pregnant" (2007)
- "I love you like a madman" (2008)
- "Strange fruit for David" (2008)
- "Just like a drummer" (2008)
- "Pigeon EP" (2008)
- "If you leave it alone" (2009)
- Jonny "huddersfield" helm (2008)

### Colaboraciones
- Dan Of Green Gables (2008) (Dan of Green Gables)
- Madrid (2007) (Darren Hayman).
- Streets of Phiadelphia (2003) (André Herman Düne y David Tattersall).